# Львівська обласна рада народних депутатів XVIII скликання
Львівська обласна рада народних депутатів вісімнадцятого скликання — представничий орган Львівської області у 1982—1985 роках.
Нижче наведено список депутатів Львівської обласної ради 18-го скликання, обраних 20 червня 1982 року в загальних та особливих округах. Всього до Львівської обласної ради 18-го скликання було обрано 250 депутатів.
| Прізвище, ім'я, по-батькові          | Місто чи район           | Виборчий округ                | Посада | Примітки                |
| ------------------------------------ | ------------------------ | ----------------------------- | --- | ----------------------- |
| Абашин Микола Борисович              | Самбірський район        | Ободівський № 199             | 1-й заступник командувача військ Прикарпатського військового округу |                         |
| Алаєва Ія Семенівна                  | Дрогобицький район       | Меденицький № 119             | заступник голови Львівського облвиконкому |                         |
| Андрющенко Тетяна Олександрівна      | місто Дрогобич           | Дрогобицький № 74             | фрезерувальниця Дрогобицького заводу автомобільних кранів |                         |
| Антоненко Борис Тихонович            | Старосамбірський район   | Старосолянський № 222         | прокурор Львівської області |                         |
| Артем'єва Антоніда Миколаївна        | місто Львів              | Ленінський № 7                | маляр Львівського спеціалізованого управління № 54 тресту «Львівжитлобуд» | вибула в 1983           |
| Асман Галина Іванівна                | Сколівський район        | Верхньосиньовидненський № 200 | доярка радгоспу «Сколівський» селища Верхнє Синьовидне Сколівського р-ну |                         |
| Атаманова Надія Олексіївна           | місто Львів              | Радянський № 29               | робітниця Львівського виробничого об'єднання імені Леніна |                         |
| Барщевська Надія Михайлівна          | місто Стрий              | Стрийський № 86               | робітниця Стрийської взуттєвої фабрики Львівського виробничого взуттєвого об'єднання «Прогрес» |                         |
| Батючок Світлана Михайлівна          | Пустомитівський район    | Борщовицький № 176            | бригадир ферми радгоспу «Жовтневий» села Лисиничі Пустомитівського р-ну |                         |
| Белуха Людмила Фролівна              | місто Львів              | Радянський № 25               | бригадир Львівської шкіргалантерейної фабрики |                         |
| Біла Ірина Володимирівна             | місто Львів              | Залізничний № 43              | технолог Львівського заводу «Харчопродукт» |                         |
| Білецька Мирослава Михайлівна        | Перемишлянський район    | Романівський № 173            | економіст колгоспу імені Калініна села Лагодів Перемишлянського р-ну |                         |
| Блащак Любов Василівна               | Нестеровський район      | Магерівський № 165            | бригадир колгоспу імені Чапаєва села Липник Нестеровського р-ну |                         |
| Бобрик Ганна Ільківна                | Буський район            | Красненський № 106            | оператор відгодівельного комплексу колгоспу «Авангард» селища Красне Буського р-ну |                         |
| Бойчук Володимир Григорович          | місто Львів              | Шевченківський № 56           | генеральний директор Львівського виробничого взуттєвого об'єднання «Прогрес» |                         |
| Болонна Марія Михайлівна             | Дрогобицький район       | Солонський № 122              | бригадир рільничої бригади колгоспу «Нове життя» села Солонське Дрогобицького р-ну |                         |
| Борецький Андрій Михайлович          | місто Львів              | Шевченківський № 53           | фрезерувальник Львівського інструментального виробничого об'єднання |                         |
| Бортник Параскевія Володимирівна     | Бродівський район        | Шнирівський № 102             | завідувачка тваринницької ферми колгоспу імені Кірова села Язлівчик Бродівського р-ну |                         |
| Бортников В'ячеслав Васильович       | Городоцький район        | Керницький № 113              | начальник управління місцевої промисловості Львівського облвиконкому |                         |
| Босова Марія Романівна               | Радехівський район       | Радехівський № 191            | директор Радехівського районного будинку культури |                         |
| Брусов Володимир Олександрович       | Бродівський район        | Бродівський № 100             | завідувач відділу організаційно-партійної роботи Львівського обкому КПУ |                         |
| Бульба Григорій Савич                | місто Дрогобич           | Дрогобицький № 77             | голова Дрогобицького міськвиконкому |                         |
| Буцман Ольга Павлівна                | місто Львів              | Залізничний № 41              | ливарник Львівського керамічного заводу |                         |
| Василів Мирон Григорович             | Сокальський район        | Жвирківський № 208            | секретар Львівського обкому КПУ |                         |
| Вдов'як Марія Йосипівна              | Мостиський район         | Зав'язанецький № 155          | лаборант молочнотоварної ферми колгоспу імені Івана Франка села Крукеничі Мостиського р-ну |                         |
| Вигриняк Марія Василівна             | Стрийський район         | Нежухівський № 230            | оператор Стрийської птахофабрики Стрийського р-ну |                         |
| Висоцький Володимир Михайлович       | Турківський район        | Турківський № 237             | начальник управління культури Львівського облвиконкому |                         |
| Вовк Анатолій Максимович             | Пустомитівський район    | Пустомитівський № 183         | завідувач відділу народної освіти Львівського облвиконкому |                         |
| Волинець Марія Михайлівна            | Нестеровський район      | Кунинський № 164              | ланкова колгоспу «Мир» села Мокротин Нестеровського р-ну |                         |
| Воробйов Олег Гаврилович             | Бродівський район        | Підкамінський № 103           | голова Бродівського райвиконкому |                         |
| Гаврилюк Михайло Олександрович       | місто Львів              | Залізничний № 45              | ректор Львівського політехнічного інституту |                         |
| Гадомська Марія Іванівна             | Самбірський район        | Садковицький № 196            | доярка колгоспу імені Щорса села Воля-Баранецька Самбірського р-ну |                         |
| Галай Ольга Євстахіївна              | Стрийський район         | Дашавський № 226              | оператор по відгодівлі великої рогатої худоби колгоспу імені 17 Вересня селища Дашава Стрийського р-ну |                         |
| Гамеляк Леся Михайлівна              | місто Самбір             | Самбірський № 83              | робітниця Самбірського приладобудівного заводу «Омега» |                         |
| Гамерський Михайло Дмитрович         | Сокальський район        | Скоморохівський № 211         | 1-й секретар Сокальського райкому КПУ |                         |
| Гапатин Любов Михайлівна             | Жидачівський район       | Гніздичівський № 126          | машиніст Жидачівського целюлозно-картонного заводу імені 50-річчя Великої Жовтневої соціалістичної революції                                                                                                  |                         |
| Гапон Григорій Іванович              | місто Червоноград        | Червоноградський № 92         | бригадир робітників очисного вибою шахти імені Героя Радянського Союзу Лопатіна виробничого об'єднання «Укрзахідвугілля»                                                                                      |                         |
| Гафтанюк Костянтин Тимофійович       | Сколівський район        | Славський № 204               | начальник Львівського обласного управління лісового господарства і лісозаготівель |                         |
| Гірчак Анастасія Миколаївна          | Дрогобицький район       | Новокропивницький № 120       | ланкова радгоспу «Новокропивницький» села Новий Кропивник Дрогобицького р-ну |                         |
| Глова Богдана Петрівна               | Пустомитівський район    | Щирецький № 185               | трактористка радгоспу імені Калініна селища Щирець Пустомитівського р-ну |                         |
| Гнат Володимир Осипович              | місто Дрогобич           | Стебницький № 80              | підривник рудника № 2 Стебницького калійного комбінату |                         |
| Гнатів Зіновій Миколайович           | місто Стрий              | Стрийський № 88               | склодув Стрийського склозаводу |                         |
| Годиш Ярослав Петрович               | місто Львів              | Залізничний № 31              | начальник Головльвівпромбуду |                         |
| Голюка Надія Ярославівна             | місто Львів              | Радянський № 23               | слюсар-ремонтник Львівського науково-виробничого об'єднання «Термоприлад» |                         |
| Грачов Микола Федорович              | Яворівський район        | Касянівський № 242            | начальник штабу військ Прикарпатського військового округу |                         |
| Грещук Тамара Володимирівна          | Сокальський район        | Селецький № 210               | свинарка колгоспу «Заповіт Ілліча» села Ванів Сокальського р-ну |                         |
| Гриб Дем'ян Степанович               | Турківський район        | Лімнянський № 236             | голова Турківського райвиконкому |                         |
| Грицишин Любов Володимирівна         | Нестеровський район      | Рава-Руський № 168            | швея-мотористка Нестеровського цеху Червоноградської швейної фабрики |                         |
| Гудзиковський Михайло Володимирович  | місто Львів              | Залізничний № 30              | фрезерувальник Львівського виробничого об'єднання «Конвейєр» |                         |
| Гудим Леонід Єфремович               | Городоцький район        | Коропузький № 115             | голова Перемишлянського райвиконкому; голова Городоцького райвиконкому |                         |
| Данильців Стефанія Миколаївна        | Миколаївський район      | Верхньодорожненський № 146    | оператор машинного доїння колгоспу «Радянська Україна» села Новосілки-Опарські Миколаївського р-ну |                         |
| Демко Ярослава Сергіївна             | місто Львів              | Шевченківський № 47           | робітниця Львівського виробничого швейного об'єднання «Спецодяг» |                         |
| Джуфер Степанія Євстахіївна          | Сколівський район        | Орівський № 202               | бригадир колгоспу імені Жданова села Підгородці Сколівського р-ну |                         |
| Дідик Тамара Софронівна              | місто Львів              | Ленінський № 2                | солістка Львівського академічного театру опери та балету імені Івана Франка |                         |
| Добрик Віктор Федорович              | Буський район            | Буський № 105                 | 1-й секретар Львівського обкому КПУ |                         |
| Доценко Віктор Михайлович            | Турківський район        | Луківський № 238              | «інженер Турківського лісгоспзагу» (член Військової ради – начальник Політичного відділу Військово-повітряних сил (ВПС) Прикарпатського військового округу, генерал-майор авіації)                            |                         |
| Драбик Микола Григорович             | Старосамбірський район   | Хирівський № 224              | шофер Старосамбірського районного об'єднання по виробничо-технічному забезпеченню сільського господарства |                         |
| Дунець Леонтій Антонович             | Стрийський район         | Яблунівський № 231            | начальник управління сільського господарства Львівського облвиконкому |                         |
| Дунський Петро Васильович            | Золочівський район       | Підлипецький № 137            | тракторист колгоспу «Червона Зірка» села Підлипці Золочівського р-ну |                         |
| Дуньо Марія Василівна                | Дрогобицький район       | Уличненський № 123            | ланкова колгоспу імені Шевченка села Уличне Дрогобицького р-ну |                         |
| Жаловська Тетяна Михайлівна          | місто Львів              | Залізничний № 38              | провідник вагонів пасажирського вагонного депо станції Львів Львівської залізниці |                         |
| Жипа Володимир Миколайович           | місто Дрогобич           | Дрогобицький № 79             | 1-й секретар Львівського обкому ЛКСМУ | вибув у 1983 році       |
| Жолобецький Михайло Андрійович       | Миколаївський район      | Миколаївський № 149           | машиніст обертової печі Миколаївського цементно-гірничого комбінату |                         |
| Заброварний Михайло Васильович       | Самбірський район        | Чайковицький № 197            | голова Самбірського райвиконкому |                         |
| Захарова Анастасія Степанівна        | Яворівський район        | Залузький № 240               | бригадир малярів будівельного управління № 74 тресту «Яворівхімбуд» Яворівського р-ну |                         |
| Здирок Марія Степанівна              | Жидачівський район       | Бережницький № 124            | зоотехнік колгоспу «Дружба» села Млиниська Жидачівського р-ну |                         |
| Здреник Іван Андрійович              | Самбірський район        | Чукв'янський № 198            | голова Блажівської сільської ради Самбірського р-ну |                         |
| Зубейко Марія Андріївна              | Кам'янсько-Бузький район | Батятичівський № 140          | ланкова колгоспу імені Ілліча села Желдець Кам'янсько-Бузького р-ну |                         |
| Іваненко Ігор Борисович              | місто Львів              | Червоноармійський № 66        | генеральний директор Львівського виробничого об'єднання «Мікроприлад» імені 60-річчя Радянської України |                         |
| Іванова Ірина Костянтинівна          | Городоцький район        | Городоцький № 112             | швея Городоцької швейної фабрики Львівського виробничого швейного об'єднання «Весна» |                         |
| Ільницький Микола Михайлович         | Турківський район        | Верхньогусиненський № 233     | тракторист радгоспу «Карпати» села Верхнє Гусине Турківського р-ну |                         |
| Казимир Стефанія Ярославівна         | Старосамбірський район   | Нижанковицький № 218          | шофер радгоспу імені 60-річчя Великої Жовтневої соціалістичної революції села Міженець Старосамбірського р-ну                                                                                                 |                         |
| Канцір Катерина Степанівна           | місто Львів              | Червоноармійський № 58        | монтажист Львівської книжкової фабрики «Атлас» |                         |
| Капуста Любов Петрівна               | Сокальський район        | Сокальський № 212             | завідувачка методично-бібліографічного відділу Сокальської центральної районної бібліотеки |                         |
| Каргашина Зінаїда Олексіївна         | місто Львів              | Шевченківський № 49           | робітниця Львівського виробничого об'єднання кондитерської промисловості «Світоч» |                         |
| Карельська Степанія Йосипівна        | Жидачівський район       | Сидорівський № 131            | ланкова колгоспу імені Чапаєва села Чертіж Жидачівського р-ну |                         |
| Карпінський Василь Остапович         | Старосамбірський район   | Стрілківський № 223           | майстер цеху Стрілківської меблевої фабрики Старосамбірського р-ну |                         |
| Карпінський Юліан Антонович          | Старосамбірський район   | Скелівський № 220             | голова Львівського обласного об'єднання по виробничо-технічному забезпеченню сільського господарства |                         |
| Касіян Парасковія Іванівна           | Яворівський район        | Прилбичівський № 247          | лаборант Яворівського виробничого об'єднання «Сірка» Яворівського р-ну |                         |
| Каширіна Любов Андріївна             | Яворівський район        | Яворівський № 250             | технік Яворівського заводу «Металопластмас» |                         |
| Кельман Іван Іванович                | місто Червоноград        | Червоноградський № 96         | начальник Львівського обласного виробничого об'єднання пасажирського автотранспорту |                         |
| Кирей Михайло Ілліч                  | місто Львів              | Радянський № 24               | голова Львівського облвиконкому |                         |
| Кізуб Анатолій Іванович              | місто Червоноград        | Червоноградський № 94         | генеральний директор виробничого об'єднання «Укрзахідвугілля» |                         |
| Кілярський Павло Володимирович       | Старосамбірський район   | Новоміський № 219             | завідувач тваринницької ферми колгоспу імені Мічуріна села Болозів Старосамбірського р-ну |                         |
| Кіндій Любомир Васильович            | Миколаївський район      | Роздольський № 153            | голова Миколаївського райвиконкому |                         |
| Клебан Наталія Володимирівна         | Радехівський район       | Нововитківський № 190         | ланкова колгоспу імені Кірова села Новий Витків Радехівського р-ну |                         |
| Клейншваг Яків Григорович            | Мостиський район         | Судововишнянський № 158       | голова правління Львівського обласного міжколгоспного об'єднання «Міжколгоспбуд» |                         |
| Коваль Іван Михайлович               | Турківський район        | Ісаївський № 235              | токар автоколони радгоспу «Комсомолець» села Явори Турківського р-ну |                         |
| Ковальчук Леонтій Іванович           | Золочівський район       | Поморянський № 138            | голова Золочівського райвиконкому |                         |
| Ковцун Роман Васильович              | місто Львів              | Залізничний № 33              | машиніст тепловоза локомотивного депо Львів-Захід Львівської залізниці |                         |
| Козалетов Валерій Михайлович         | Пустомитівський район    | Промисловий № 179             | «працівник Львівського обласного комітету Товариства Червоного Хреста» (командир конвойної частини Внутрішніх військ МВС СРСР № 30021, майор)                                                                 |                         |
| Козиренко Микола Дмитрович           | Буський район            | Олеський № 108                | голова Буського райвиконкому |                         |
| Комнатний Степан Михайлович          | Сокальський район        | Белзький № 206                | голова Сокальського райвиконкому |                         |
| Кондзерська Валентина Петрівна       | місто Львів              | Ленінський № 11               | студентка Львівського державного університету імені Івана Франка |                         |
| Кондрашов Анатолій Пилипович         | місто Львів              | Червоноармійський № 62        | начальник штабу цивільної оборони Львівської області |                         |
| Кондюх Марія Василівна               | Буський район            | Куткірський № 107             | ланкова колгоспу імені 60-річчя Радянської України села Новий Милятин Буського р-ну |                         |
| Косован Олександр Романович          | Пустомитівський район    | Верхньобілківський № 177      | редактор обласної газети «Вільна Україна» |                         |
| Костик Людмила Дем'янівна            | місто Львів              | Залізничний № 37              | диспетчер Львівського мотозаводу |                         |
| Краковецька Надія Василівна          | місто Львів              | Червоноармійський № 57        | пресувальниця Львівського виробничого об'єднання по випуску штучних алмазів та алмазного інструменту |                         |
| Кривченко Тамара Інокентіївна        | місто Львів              | Ленінський № 1                | робітниця Львівської фабрики індивідуального пошиття і ремонту одягу |                         |
| Криса Ольга Володимирівна            | Сокальський район        | Великомостівський № 207       | робітниця Великомостівської фабрики галантерейно-побутових виробів Сокальського р-ну |                         |
| Круть Богдан Григорович              | Городоцький район        | Комарнівський № 114           | верстатник Комарнівського деревообробного комбінату Городоцького р-ну |                         |
| Крюков Микола Петрович               | Яворівський район        | Добростанівський № 239        | голова Яворівського райвиконкому |                         |
| Кузнецов Костянтин Дмитрович         | Миколаївський район      | Новороздольський № 151        | завідувач фінансового відділу Львівського облвиконкому |                         |
| Кузнецов Олег Володимирович          | місто Стрий              | Стрийський № 87               | шліфувальник Стрийського заводу «Металіст» |                         |
| Кунців Степан Володимирович          | місто Борислав           | Бориславський № 69            | дефектоскопіст бази виробничого обслуговування Бориславського управління бурових робіт |                         |
| Кусяк Василь Іванович                | місто Львів              | Радянський № 21               | робітник Львівського механічного заводу |                         |
| Кутнів Надія Юліанівна               | Миколаївський район      | Гірський № 147                | економіст колгоспу «Вірний шлях» села Криниця Миколаївського р-ну |                         |
| Куцір Марія Петрівна                 | Дрогобицький район       | Підбузький № 121              | технік по штучному осіменінню сільськогосподарських тварин радгоспу «Підбузький» селища Підбуж Дрогобицького р-ну                                                                                             |                         |
| Лимаренко Олександр Іванович         | Турківський район        | Боринський № 232              | завідувач організаційно-інструкторського відділу Львівського облвиконкому |                         |
| Липова Дарія Павлівна                | Жидачівський район       | Жирівський № 128              | голова Жидачівського райвиконкому |                         |
| Лубківський Роман Мар'янович         | місто Львів              | Шевченківський № 55           | письменник, голова правління Львівського відділення Спілки письменників України |                         |
| Лука Марія Олексіївна                | Пустомитівський район    | Давидівський № 180            | робітниця птахофабрики імені ХХ з'їзду КПРС села Давидів Пустомитівського р-ну |                         |
| Луценко Володимир Іванович           | Нестеровський район      | Нестеровський № 166           | начальник управління внутрішніх справ Львівського облвиконкому |                         |
| Лущинська Ганна Михайлівна           | Нестеровський район      | Туринківський № 169           | оператор машинного доїння колгоспу імені Ярослава Галана села Туринка Нестеровського р-ну |                         |
| Любів Любов Йосипівна                | місто Львів              | Шевченківський № 51           | робітниця Львівського скляного виробничого об'єднання «Мехсклозавод» |                         |
| Лютова Лариса Іванівна               | місто Трускавець         | Трускавецький № 91            | лікар-терапевт центральної курортної поліклініки № 1 Трускавецької територіальної ради по управлінню курортами профспілок                                                                                     |                         |
| Макаренко Анатолій Петрович          | Дрогобицький район       | Лішнянський № 118             | завідувач відділу юстиції Львівського облвиконкому |                         |
| Малець Богдана Семенівна             | Золочівський район       | Великовільшаницький № 133     | свинарка колгоспу імені 17 Вересня села Підгайчики Золочівського р-ну |                         |
| Малиця Оксана Іванівна               | Пустомитівський район    | Звенигородський № 181         | доярка радгоспу «Винниківський» села Чишки Пустомитівського р-ну |                         |
| Манастирський Роман Ярославович      | Старосамбірський район   | Старосамбірський № 221        | завідувач відділу охорони здоров'я Львівського облвиконкому |                         |
| Марко Петро Миколайович              | місто Дрогобич           | Дрогобицький № 78             | трубоукладник Дрогобицького управління механізації будівництва |                         |
| Мись Надія Петрівна                  | місто Червоноград        | Червоноградський № 93         | в'язальниця Червоноградського виробничого панчішного об'єднання |                         |
| Митрополит (Музіль) Любов Степанівна | Мостиський район         | Чернівський № 159             | агроном колгоспу «Комуніст» села Черневе Мостиського р-ну |                         |
| Михалін Никанор Іванович             | місто Львів              | Радянський № 20               | ювелір Львівського виробничого об'єднання «Ювелірпром» |                         |
| Мізерник Іван Дмитрович              | Дрогобицький район       | Добрівлянівський № 117        | головний агроном колгоспу «Перше травня» села Волоща Дрогобицького р-ну |                         |
| Мінасіян Наталія Рафаелівна          | місто Львів              | Радянський № 13               | майстер Львівської фабрики паперово-білових виробів імені XXV з'їзду КПРС |                         |
| Москва Леся Ярославівна              | місто Львів              | Ленінський № 5                | штукатур Львівського будівельного управління № 16 тресту «Львівпромбуд» |                         |
| Муравйов Борис Григорович            | Перемишлянський район    | Брюховицький № 171            | начальник Львівського обласного виробничого управління будівництва і експлуатації автомобільних шляхів |                         |
| Назарчук Петро Данилович             | Буський район            | Чанизький № 109               | 1-й секретар Буського райкому КПУ |                         |
| Недовіз Стефанія Іванівна            | Нестеровський район      | Підлісненський № 167          | ланкова колгоспу імені Леніна села Підлісне Нестеровського р-ну |                         |
| Никитюк Алла Олександрівна           | місто Львів              | Радянський № 14               | водій тролейбуса Львівського трамвайно-тролейбусного управління |                         |
| Новосад Леонід Гордійович            | Яворівський район        | Шклівський № 249              | директор Яворівського виробничого об'єднання «Сірка» Яворівського р-ну |                         |
| Оганов Володимир Михайлович          | місто Львів              | Ленінський № 6                | генеральний директор виробничого енергетичного об'єднання «Львівенерго» |                         |
| Огурок Надія Іларіонівна             | Золочівський район       | Глинянський № 134             | технік-будівельник колгоспу імені Шевченка села Прогноїв Золочівського р-ну |                         |
| Омельченко Павло Михайлович          | місто Львів              | Радянський № 18               | 2-й секретар Львівського міськкому КПУ |                         |
| Осередчук Богдан Миколайович         | місто Львів              | Радянський № 27               | слюсар Львівського виробничого об'єднання «Львівтрансгаз» |                         |
| Павельчак Наталія Василівна          | Самбірський район        | Воютицький № 192              | робітниця Воютицького спиртзаводу села Воютичі Самбірського р-ну |                         |
| Павловський Михайло Петрович         | місто Львів              | Червоноармійський № 60        | ректор Львівського державного медичного інституту |                         |
| Падалка Анатолій Захарович           | місто Червоноград        | Червоноградський № 95         | секретар Львівського обкому КПУ |                         |
| Пазяк Ганна Степанівна               | місто Львів              | Ленінський № 3                | телефоністка Львівської телеграфно-телефонної станції |                         |
| Палфій Федір Юрійович                | Пустомитівський район    | Оброшинський № 182            | директор Науково-дослідного інституту землеробства і тваринництва західних районів УРСР |                         |
| Панцюк Іван Миколайович              | місто Львів              | Шевченківський № 54           | 1-й заступник голови Львівського міськвиконкому |                         |
| Панченко Ігор Тихонович              | Миколаївський район      | Димівський № 148              | механізатор колгоспу «Дружба» села Тернопілля Миколаївського р-ну |                         |
| Пасічник Любов Миколаївна            | Бродівський район        | Пеняківський № 104            | ланкова колгоспу імені Жданова села Накваша Бродівського р-ну |                         |
| Пастух Віктор Михайлович             | місто Львів              | Залізничний № 32              | майстер виробничого навчання Львівського середнього міського професійно-технічного училища № 12 |                         |
| Пастуховський Геннадій Петрович      | Стрийський район         | Квасницький № 228             | заступник командувача військ Прикарпатського військового округу |                         |
| Пелих Пелагія Федорівна              | Яворівський район        | Нагачівський № 244            | доярка колгоспу імені Карла Маркса села Чернилява Яворівського р-ну |                         |
| Перейма Ольга Миколаївна             | Миколаївський район      | Новороздольський № 150        | оператор Роздольського виробничого об'єднання «Сірка» Миколаївського р-ну |                         |
| Петришин Ярослава Степанівна         | місто Львів              | Ленінський № 4                | технолог Львівського виробничого текстильно-галантерейного об'єднання «Юність» |                         |
| Петровський Болеслав Денисович       | місто Трускавець         | Трускавецький № 90            | голова Трускавецького міськвиконкому |                         |
| Петровський Роман Михайлович         | Стрийський район         | Гірненський № 225             | голова Стрийського райвиконкому |                         |
| Петрук Галина Георгіївна             | місто Львів              | Радянський № 12               | майстер Львівського виробничого об'єднання «Кінескоп» |                         |
| Печерський Микола Григорович         | Жидачівський район       | Жидачівський № 127            | голова Львівського обласного комітету народного контролю |                         |
| Пєхота Володимир Юлійович            | місто Львів              | Залізничний № 35              | голова Львівського міськвиконкому |                         |
| Пижик Георгій Михайлович             | місто Борислав           | Бориславський № 71            | голова Львівської обласної Ради професійних спілок |                         |
| Пилипчук Борис Андрійович            | місто Львів              | Червоноармійський № 68        | начальник управління громадського харчування Львівського облвиконкому |                         |
| Пилипчук Олександр Олександрович     | Радехівський район       | Миколаївський № 189           | 1-й секретар Радехівського райкому КПУ |                         |
| Пилипяк Світлана Дмитрівна           | місто Львів              | Радянський № 19               | робітниця видавництва «Вільна Україна» Львівського обкому КПУ |                         |
| Підстригач Ярослав Степанович        | місто Львів              | Залізничний № 39              | директор Львівського інституту прикладних проблем механіки і математики Академії наук УРСР |                         |
| Плеханов Валентин Пилипович          | Сокальський район        | Олексіївський № 215           | «інженер Сокальського заводу хімічного волокна» (1-й заступник начальника Політичного управління Прикарпатського військового округу)                                                                          |                         |
| Подольчак Володимир Михайлович       | Нестеровський район      | Гійченський № 160             | начальник управління в справах видавництв, поліграфії та книжкової торгівлі Львівського облвиконкому |                         |
| Поливко Георгій Олександрович        | місто Львів              | Радянський № 17               | водій Львівського автотранспортного підприємства № 31401 |                         |
| Половецька Оксана Миколаївна         | місто Львів              | Залізничний № 34              | монтажниця Львівського виробничого об'єднання імені Леніна |                         |
| Попенко Іван Григорович              | Радехівський район       | Лиманівський № 187            | «працівник Львівського обласного комітету Добровільного товариства сприяння армії, авіації і флоту (ДТСААФ)» (начальник 7-го Карпатського прикордонного загону Західного прикордонного округу КДБ, полковник) |                         |
| Попов Геннадій Сергійович            | Бродівський район        | Заболотцівський № 101         | голова колгоспу «Правда» села Пониковиця Бродівського р-ну |                         |
| Порох Григорій Якимович              | Нестеровський район      | Дублянський № 162             | начальник управління Львівської залізниці |                         |
| Присташ Ганна Іванівна               | Турківський район        | Нижньояблунський № 234        | доярка радгоспу імені 50-річчя Компартії України села Нижня Яблунька Турківського р-ну |                         |
| Проць Євгенія Зіновіївна             | Городоцький район        | Великолюбінський № 111        | трактористка колгоспу імені ХХ з'їзду КПРС селища Великий Любінь Городоцького р-ну |                         |
| Пшеницька Любов Миколаївна           | Сокальський район        | Правдівський № 209            | колгоспниця колгоспу імені Шевченка села Новоукраїнка Сокальського р-ну |                         |
| Рис Ярослава Іванівна                | Яворівський район        | Немирівський № 245            | доярка колгоспу «Авангард» села Смолин Яворівського р-ну |                         |
| Рогоза Галина Едвардівна             | Мостиський район         | Гусаківський № 154            | економіст колгоспу «Заповіт Ілліча» села Золотковичі Мостиського р-ну |                         |
| Романець Володимир Васильович        | місто Львів              | Червоноармійський № 65        | голова Львівського обласного суду |                         |
| Рубаха Софія Петрівна                | Кам'янсько-Бузький район | Великосілківський № 142       | телятниця колгоспу «Прогрес» села Дідилів Кам'янсько-Бузького р-ну |                         |
| Садовський Йосип Антонович           | місто Львів              | Червоноармійський № 61        | голова Львівської організації Спілки художників Української РСР |                         |
| Самойленко Альбіна Сергіївна         | Самбірський район        | Рудківський № 195             | секретар Львівського облвиконкому |                         |
| Самотій Любов Олександрівна          | Нестеровський район      | Добросинський № 161           | голова Нестеровського райвиконкому |                         |
| Свергунов Анатолій Петрович          | місто Львів              | Залізничний № 36              | пілот Львівського об'єднаного авіазагону |                         |
| Свист Галина Юліанівна               | Городоцький район        | Родатичівський № 116          | оператор машинного доїння колгоспу імені Чапаєва села Долиняни Городоцького р-ну |                         |
| Святоцький Василь Олександрович      | Золочівський район       | Сасівський № 139              | 2-й секретар Львівського обкому КПУ |                         |
| Сергієнко Олексій Іванович           | Радехівський район       | Лопатинський № 188            | заступник голови Львівського облвиконкому |                         |
| Сивак Любов Михайлівна               | Золочівський район       | Золочівський № 136            | вчителька Золочівської середньої школи № 1 імені Степана Тудора |                         |
| Сирецька Ірина Йосипівна             | місто Стрий              | Стрийський № 85               | в'язальниця Стрийського міськпобуткомбінату |                         |
| Сіглов Євген Лукич                   | місто Самбір             | Самбірський № 82              | голова Самбірського міськвиконкому |                         |
| Скалоцька Ганна Трохимівна           | Перемишлянський район    | Ушковичівський № 174          | зоотехнік колгоспу «Комунар» села Осталовичі Перемишлянського р-ну |                         |
| Следь Олександр Феодосійович         | місто Львів              | Ленінський № 9                | директор Львівського автобусного заводу |                         |
| Сліпушенко Микола Андрійович         | Нестеровський район      | Куликівський № 163            | редактор обласної газети «Львовская правда» |                         |
| Слюсарчук Леонід Васильович          | місто Дрогобич           | Дрогобицький № 76             | токар Дрогобицького експериментально-механічного заводу спецобладнання |                         |
| Снеда Михайло Іванович               | місто Львів              | Ленінський № 10               | слюсар Львівського заводу фрезерних верстатів |                         |
| Сокол Антоніна Юріївна               | місто Дрогобич           | Дрогобицький № 73             | газозварювальниця Дрогобицького долотного заводу |                         |
| Сприса Олександра Карлівна           | місто Львів              | Червоноармійський № 64        | інструктор виробничого навчання Львівської бавовнопрядильної фабрики |                         |
| Стахів Володимир Андрійович          | Кам'янсько-Бузький район | Новояричівський № 145         | тракторист колгоспу імені ХХ з'їзду КПРС села Банюнин Кам'янсько-Бузького р-ну |                         |
| Стельмах Іван Миколайович            | Стрийський район         | Дідушицький № 227             | голова Дідушицької сільської ради Стрийського р-нуну |                         |
| Стецький Павло Іванович              | Перемишлянський район    | Чемеринецький № 175           | механізатор колгоспу імені Мічуріна села Чемеринці Перемишлянського р-ну |                         |
| Стиранка Броніслава Євгенівна        | Мостиський район         | Пнікутський № 157             | доярка радгоспу «Крукеницький» села Пнікут Мостиського р-ну |                         |
| Сторожук Сергій Степанович           | Мостиський район         | Мостиський № 156              | голова Мостиського райвиконкому |                         |
| Стороняк Іван Ілліч                  | місто Львів              | Шевченківський № 48           | завідувач відділу соціального забезпечення Львівського облвиконкому |                         |
| Струж Михайло Михайлович             | місто Львів              | Залізничний № 44              | токар Львівського виробничого об'єднання «Автонавантажувач» |                         |
| Суворова Тетяна Юріївна              | місто Червоноград        | Соснівський № 98              | оператор автоматизованої системи управління шахти № 3 «Великомостівська» виробничого об'єднання «Укрзахідвугілля»                                                                                             |                         |
| Сулик Ігор Федорович                 | Старосамбірський район   | Добромильський № 217          | робітник Добромильського деревообробного комбінату «Добромиль» Старосамбірського р-ну |                         |
| Сухроменда Наталія Олексіївна        | Миколаївський район      | Розвадівський № 152           | шліфувальниця Пісочненського склозаводу Львівського виробничого скляного об'єднання «Райдуга» |                         |
| Сюсюкало Ольга Адамівна              | місто Львів              | Шевченківський № 52           | швея Львівської швейної фабрики виробничого швейного об'єднання «Маяк» |                         |
| Тарас Нестор Іванович                | Сокальський район        | Тартаківський № 214           | голова колгоспу «Зоря комунізму» села Тартаків Сокальського р-ну |                         |
| Тарнавська Марія Михайлівна          | Жидачівський район       | Ходорівський № 132            | робітниця Ходорівського цукрового комбінату Жидачівського р-ну |                         |
| Твердий Пилип Якович                 | Пустомитівський район    | Водянський № 178              | заступник голови Львівського облвиконкому, голова Львівської обласної планової комісії |                         |
| Теплий Ярослав Михайлович            | Пустомитівський район    | Солонківський № 184           | тракторист радгоспу імені Котовського села Милятичі Пустомитівського р-ну |                         |
| Теслюк Михайло Миколайович           | місто Львів              | Червоноармійський № 59        | персональний пенсіонер, діяч КПЗУ | помер 19.02.1985        |
| Тимків Михайло Миколайович           | Жидачівський район       | Журавненський № 129           | голова правління Львівської обласної споживчої спілки |                         |
| Тимків Роман Михайлович              | Перемишлянський район    | Бібрський № 170               | голова Городоцького райвиконкому; голова Перемишлянського райвиконкому |                         |
| Товкач Мирослав Павлович             | Сколівський район        | Тухольківський № 205          | голова Сколівського райвиконкому |                         |
| Токмаков Євген Петрович              | Кам'янсько-Бузький район | Великоколодненський № 141     | начальник управління харчової промисловості Львівського облвиконкому |                         |
| Трупіш Наталія Любомирівна           | місто Львів              | Червоноармійський № 67        | копіювальниця Львівського виробничого об'єднання «Прикарпатпромарматура» |                         |
| Фалюта Михайло В'ячеславович         | Городоцький район        | Березецький № 110             | тракторист колгоспу «Більшовик» села Кліцько Городоцького р-ну |                         |
| Федак Василь Андрійович              | місто Львів              | Радянський № 16               | друкар Львівської фабрики картонажних виробів |                         |
| Федак Йосип Іванович                 | Самбірський район        | Луківський № 194              | інженер колгоспу імені Калініна села Луки Самбірського р-ну |                         |
| Федорович Надія Степанівна           | місто Львів              | Радянський № 22               | технік-конструктор Львівського виробничого об'єднання імені 50-річчя Жовтня |                         |
| Фостик Михайло Богданович            | Жидачівський район       | Новострілищанський № 130      | тракторист колгоспу імені Радянської Армії села Баківці Жидачівського р-ну |                         |
| Хаба Ганна Григорівна                | Радехівський район       | Вузлівський № 186             | свинарка колгоспу імені Фрунзе села Дмитрів Радехівського р-ну |                         |
| Ханас Ганна Петрівна                 | Жидачівський район       | Вербицький № 125              | бригадир комплексної бригади колгоспу «Ленінським шляхом» села Вербиця Жидачівського р-ну |                         |
| Хомишина Анастасія Пилипівна         | місто Борислав           | Бориславський № 72            | голова Бориславського міськвиконкому |                         |
| Хомищак Марія Миколаївна             | Самбірський район        | Дублянський № 193             | робітниця Майницького кормобрикетного заводу колгоспу імені Шевченка села Майнич Самбірського р-ну |                         |
| Хом'як Богдан Йосипович              | місто Червоноград        | Гірницький № 97               | машиніст гірничовиймальних машин шахти № 9 «Великомостівська» виробничого об'єднання «Укрзахідвугілля» |                         |
| Чаплій Зінаїда Петрівна              | Бродівський район        | Бродівський № 99              | майстер цеху товарів народного споживання Бродівського лісгоспзагу |                         |
| Часовська Іванна Тадеївна            | місто Львів              | Червоноармійський № 63        | бригадир Львівського хіміко-фармацевтичного заводу |                         |
| Червінська Ганна Володимирівна       | Кам'янсько-Бузький район | Добротіврський № 143          | колгоспниця колгоспу «Дружба» села Зубів Міст Кам'янсько-Бузького р-ну |                         |
| Чернишевич Григорій Антонович        | Яворівський район        | Новояворівський № 246         | начальник управління побутового обслуговування населення Львівського облвиконкому |                         |
| Черпак Микола Петрович               | Яворівський район        | Рясненський № 248             | начальник Управління Комітету державної безпеки УРСР по Львівській області |                         |
| Чеховський Ярослав Іларіонович       | місто Львів              | Залізничний № 40              | начальник Львівського територіального управління матеріально-технічного постачання |                         |
| Чорний Богдан Станіславович          | місто Львів              | Радянський № 26               | коваль Львівського виробничого об'єднання «Львівхімсільгоспмаш» |                         |
| Чугайов Володимир Петрович           | місто Львів              | Ленінський № 8                | ректор Львівського державного університету імені Івана Франка |                         |
| Чурило Мар'ян Йосипович              | місто Львів              | Радянський № 15               | бригадир цеху Львівського заводу «Львівприлад» |                         |
| Шавков Петро Іванович                | місто Стрий              | Стрийський № 84               | 1-й заступник голови Львівського облвиконкому |                         |
| Шайдецький Борис Маркіянович         | Яворівський район        | Івано-Франківський № 241      | голова комітету Львівського облвиконкому по телебаченню і радіомовленню |                         |
| Шайхудінов Шаміль Шайхордянович      | місто Львів              | Шевченківський № 50           | монтажник радіоапаратури Львівського заводу радіоелектронної медичної апаратури |                         |
| Шевчик Анеля Йосипівна               | Яворівський район        | Краковецький № 243            | бригадир комплексної бригади колгоспу імені Ілліча селища Краковець Яворівського р-ну |                         |
| Шевчук Марія Степанівна              | Сокальський район        | Сокальський № 213             | в'язальниця Сокальської панчішної фабрики філіалу Червоноградського виробничого панчішного об'єднання |                         |
| Шевчук Мирон Орестович               | місто Борислав           | Бориславський № 70            | токар Бориславського експериментального ливарно-механічного заводу |                         |
| Шимків Микола Михайлович             | Старосамбірський район   | Головецький № 216             | робітник радгоспу «Прогрес» Старосамбірського р-ну |                         |
| Широких Юрій Васильович              | Сколівський район        | Прибережницький № 201         | комісар Львівського обласного військового комісаріату |                         |
| Штибель Ірина Василівна              | Кам'янсько-Бузький район | Кам'янсько-Бузький № 144      | робітниця Кам'янсько-Бузького лісопаркетного комбінату |                         |
| Шуліпа Володимир Іванович            | місто Дрогобич           | Дрогобицький № 75             | заступник голови Львівського облвиконкому |                         |
| Щупак Марія Євстахіївна              | Стрийський район         | Долішненський № 229           | завідувачка молочнотоварної ферми колгоспу «Дружба» села Станків Стрийського р-ну |                         |
| Юзьків Лідія Романівна               | Сколівський район        | Сколівський № 203             | заступник головного лікаря Сколівської центральної районної лікарні |                         |
| Ющак Іван Петрович                   | місто Стрий              | Стрийський № 89               | голова Стрийського міськвиконкому |                         |
| Явич Арон Абрамович                  | місто Львів              | Радянський № 28               | керівник відділу Львівського виробничого об'єднання імені Леніна |                         |
| Яворський Володимир Григорович       | місто Самбір             | Самбірський № 81              | начальник управління комунального господарства Львівського облвиконкому |                         |
| Якубець Галина Володимирівна         | місто Львів              | Залізничний № 42              | монтажниця Львівського виробничого об'єднання «Електрон» |                         |
| Яремчук Дмитро Антонович             | Перемишлянський район    | Перемишлянський № 172         | секретар Львівського обкому КПУ |                         |
| Яринич Любов Олексіївна              | Золочівський район       | Золочівський № 135            | монтажниця радіоапаратури Золочівського радіозаводу |                         |
| Яринич Оксана Орестівна              | місто Львів              | Шевченківський № 46           | технік-лаборант Львівського виробничого об'єднання «Львівгаз» |                         |
| Байдюк Анатолій Тимофійович          | місто Дрогобич           | Дрогобицький № 79             | генеральний директор Львівського обласного виробничого об'єднання радгоспів | дообраний в жовтні 1983 |
| Павленко Наталія Миколаївна          | місто Львів              | Ленінський № 7                | муляр Львівського будівельного управління № 11 тресту «Львівпромбуд» імені 60-річчя СРСР | дообрана в жовтні 1983  |

6 липня 1982 року відбулася 1-а сесія Львівської обласної ради народних депутатів 18-го скликання. Головою облвиконкому обраний Кирей Михайло Ілліч, 1-ми заступниками голови — Шавков Петро Іванович і Сергієнко Олексій Іванович, заступниками голови: Алаєва Ія Семенівна, Твердий Пилип Якович, Шуліпа Володимир Іванович. Секретарем облвиконкому обрана Самойленко Альбіна Сергіївна.
Обрано виконком Львівської обласної ради 18-го скликання у складі 17 чоловік: Кирей Михайло Ілліч — голова облвиконкому; Шавков Петро Іванович — 1-й заступник голови облвиконкому; Сергієнко Олексій Іванович — 1-й заступник голови облвиконкому; Алаєва Ія Семенівна — заступник голови облвиконкому; Твердий Пилип Якович — заступник голови облвиконкому і голова Львівської обласної планової комісії; Шуліпа Володимир Іванович — заступник голови облвиконкому; Самойленко Альбіна Сергіївна — секретар облвиконкому; Добрик Віктор Федорович — 1-й секретар Львівського обкому КПУ; Дунець Леонтій Антонович — начальник Львівського обласного управління сільського господарства; Кузнецов Костянтин Дмитрович — завідувач Львівського обласного фінансового відділу; Луценко Володимир Іванович — начальник Львівського обласного управління внутрішніх справ; Печерський Микола Григорович — голова Львівського обласного комітету народного контролю; Лимаренко Олександр Іванович — завідувач організаційно-інструкторського відділу Львівського облвиконкому; Пєхота Володимир Юлійович — голова Львівського міськвиконкому; Чугайов Володимир Петрович — ректор Львівського державного університету імені Івана Франка; Рубаха Софія Петрівна — телятниця колгоспу «Прогрес» села Дідилів Кам'янсько-Бузького р-ну; Чорний Богдан Станіславович — коваль Львівського виробничого об'єднання «Львівхімсільгоспмаш».